# ドン・ローザ
ドン・ローザ（Don Rosa、本名：Keno Don Hugo Rosa、1951年6月29日 - ）は、アメリカ合衆国ケンタッキー州ルイビル出身の漫画家、イラストレーターである。スクルージ・マクダックやドナルド・ダックなどのディズニーキャラクターが登場する作品でよく知られている。代表作はThe Life and Times of Scrooge McDuck。

## 生い立ち

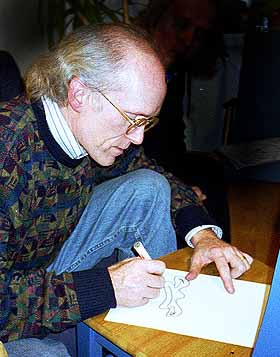
ドン・ローザ（1999年のフィンランド訪問時）

ローザという苗字は先祖がイタリア人であることを指している。
実際彼の祖父ジョアキーノ・ローザは北イタリアのアルプス山脈のふもとのポルデノーネ地方にあるマニアーゴという小さな村に住んでいたが、息子ヒューゴ・ローザが生まれてすぐの1915年、アメリカ合衆国ケンタッキー州に移住した。
そのヒューゴ・ローザはケンタッキー州で結婚。その相手は、ドイツ系アメリカ人を父に持ち、スコットランドとアイルランドの血を引く女性を母に持つ人物だった。
1951年、2人の間にケーノ・ドン・ヒューゴ・ローザが生まれた。その名は彼の父親と、彼の父方の祖父の名をとられた。ケーノという名前は祖父の名前を縮めたものである。

### 少年時代
ドン・ローザはいつも漫画を制作するのが好きだった。文を書ける様になる前に漫画を描き始めていた。しかし、大体彼は常にストーリーに焦点を当てていた。というのは、絵というのは話に挿絵をつけるためだけのものと考えていたからである。
高校生になるまでに漫画の中に登場させたキャラクターはホーリーとジョーという小さな男たちである。
大きくなってから好きになった漫画は、Western PublishingのUncle Scroogeと、DCコミックスのスーパーマンのシリーズである。
1969年、ケンタッキー大学に入学。1973年には土木工学で学士号を取得し卒業。

### 初期作品
ローザ初の本格的な作品は1971年に制作したLancelot Pertwillabyの登場するコミック・ストリップだった。ケンタッキー大学の学生新聞The Kentucky Kernelはローザのコミック・ストリップに政治的な風刺を求めた。後にローザはこのキャラクターを主役にした冒険物語を作ろうと考え、Lost in (an alternative section of) the Andesを制作した（なおこの題名はカール・バークスが1949年に初版を出版したLost in the Andes!というドナルド・ダックを主役にした作品から来ている）。
それからローザが卒業するまでにThe Pertwillaby Papersとも呼ばれた作品が全部で127話出版された。
そうしているうちにローザはFanzineにも特化してきて、An Index of Uncle Scrooge Comicsという作品集を出した。彼自身による序章には「スクルージは漫画の歴史において私のお気に入りのキャラクターであり、バークスは私の好きな純粋な漫画家である。だからやり過ぎないように気をつけるつもりだ。」とある。
学士単位をとった後、ローザは副業として漫画を書き続け、自身の作品で稼ぐと言うことはあまりしなかった。主な収入は彼の父方の祖父が設立し、その息子にしてローザの父親であるヒューゴ・ローザが引き継いだ会社Keno Rosa Tile Companyの仕事から得ていた。
ローザは1974年から1979年の間、月刊のファンジン『The Rocket's Blast Comicollector』誌でコラム「Information Center」を担当し、作画も自分で行った。1976年から1978年の間には、Pertwillaby Papersを再連載した。
ローザは地方紙ルイビル・タイムズのためにコミック・ストリップのキャラクター、キャプテン・ケンタッキーを生み出すことによって、よりプロフェッショナルな漫画制作の希望を掴んだ。（なお、Lancelot Pertwillabyとキャプテン・ケンタッキー、は同一人物である。）この作品は1979年10月6日に出版が始まり、1982年8月15日に全150話を出版したところで連載終了した。ローザは連載に費やした3年間は無駄だったと感じ、向こう4年は漫画の制作を一切しなかった。
2001年になって、ノルウェーの出版社ガゼット・ブックがローザの手がけたディズニー作品ではないThe Pertwillaby PapersとThe Adventures of Captain Kentuckyの2冊をハードカバーで出版した。

### 結婚
ローザは1980年にアン・ペインという教師と結婚した。2人の間に子供はない。

### Gladstone時代
1985年、ローザは小さな漫画専門店でディズニーキャラクターの出てくるGladstone社の漫画本を見つける。子供のころからドナルドダックやスクルージ・マクダックの出てくる漫画に魅了されていたローザにとってカール・バークスはアイドル的な存在だった。すぐさま編集者であるByron Ericksonに電話し、自分がスクルージの漫画を書くために生まれてきた唯一のアメリカ人であることを伝えたところ、Byron EricksonからOKをもらい、漫画のストーリーができたら試しに送ってみろ、という話になった。その翌日ローザは初めてのダック漫画であるThe Son of the Sunの制作に取り掛かった。この作品はハーベイ賞にノミネートされるほどヒットした。この作品のあらすじはLost in (an alternative section of) the Andesと同じで、彼はそれをドナルド・ダックやスクルージ・マクダック、ヒューイ・デューイ・ルーイ、Flintheart Glomgoldといった人物に置き換えた。1989年、ローザはGladstoneで仕事をしていたが、ライセンサーであるディズニーが話に独自のアートを持ち込むことを許可しなかったため、オリジナル作品でも収入を得ていたローザは、Gladstoneをやめた。追加金がなかったら、漫画で生計を立てることができなかったとされている。
オランダのOberonでいくつか話を書いた後、アメリカ合衆国の子供向けディズニー雑誌ダック・テイル（同名のアニメがモチーフ）を出版する会社からオファーが来て、その会社はGladstoneより高い給料を払うとローザに懇願した。ローザはBack in Time for a Dimeを書いた後、給与問題ですぐにやめたが、彼には大したことはなかった。

## 作品における特徴

### 隠れミッキー
ローザの作品の中で興味深いもののひとつに隠れミッキーがある。ローザの関心はダック一家に関する話を作ることだったが、漫画の上部やコマの中には、さらには恥ずかしい場面や望んでもいないところに小さなミッキーマウスを描くことも珍しくなかった。
たとえばThe Terror of the Transvaalという話では、象の足の裏にぺしゃんこになったミッキーマウスが描かれている。これは面白みを持たせるためのギャグである。
また、Attack of the Hideous Space-Varmintsという話では、スクルージの貯金箱の乗った小惑星が2つのミサイルとともに月に衝突し、その跡がミッキーマウスの頭のような形で残る。ヒューイ・デューイ・ルーイがスクルージにミサイルが月の裏側に当たったことを伝えると、スクルージは法的トラブルになることを考え、誰も見に来ていないことにほっとした。
三人の騎士が登場する2番目の話においては、カピバラが後ろ脚で立ってその上に果実や灌木、葉っぱなどでミッキーマウスの形を作っているのにドナルドが驚く場面があるが、ミッキーマウスを見たことのないホセ・キャリオカとパンチートには何の事だかわからず、ドナルドが疲れているだけだと言い訳をするという展開になる。
そのあと三人の騎士が密猟現場から動物たちを逃がしている場面においても、ミッキーマウスを連想させるものが確認される。
The Quest for Kalevalaには、アクセリ・ガッレン＝カッレラを連想せるようなカバーがネタになっている。ローザのオリジナル作品であるLouhiにはほんの少し見えるだけだが、これのディズニー版にはミッキーマウス柄の家具が見える。